# Звонок (роман)
«Звонок» (яп. リング Рингу) — роман Кодзи Судзуки, впервые опубликованный в 1991 году. По мотивам романа снят ряд известных фильмов.

## Сюжет
Роман начинается с того, как молодая студентка Тиэко Оиси, будучи одна дома, умирает от остановки сердца, испытав жуткие чувства от чьего-то чужого присутствия в доме.
Главный герой, журналист Кадзуюки Асакава, ловит такси и слушает историю водителя, которая случилась с ним накануне. Таксист рассказывает, как прямо на его глазах, на ровном месте, умер молодой мотоциклист, а причиной его смерти стала остановка сердца. Также водитель упоминает, что умирая, мотоциклист никак не мог снять шлем, который на самом деле легко отстегивался, а выражение лица умершего молодого человека выражало жуткое удивление. Записав подробности произошедшей таинственной смерти в свой блокнот, Асакава решает заняться расследованием этого дела. Он узнаёт, что помимо упомянутого мотоциклиста и племянницы Асакавы, по той же странной причине погибло ещё двое молодых людей. От своего напарника Ёсино, он выясняет, что молодая пара уединилась в машине, чтобы заняться любовью. Однако, вскоре трупы парня и девушки обнаруживает полиция. Ёсино примечает, что тела были вжаты в двери какой-то неведомой силой, а на лицах обоих была гримаса ужаса. Асакава делает вывод, что причиной смерти четвёрки подростков стал некий вирус, которым они заразились одновременно и в одном месте. Побывав дома у племянницы, Асакава выясняет, что за неделю до смерти они вместе ездили в туркомплекс «Пасифик Ленд», и решает сам туда съездить. 
Асакава останавливается в том же номере, что и погибшая группа друзей — коттедже Б-4. Осматривая коттедж, он обнаруживает дневник постояльцев, и там находит запись тех самых подростков, которые пишут о загадочной кассете, которую они посмотрели. Журналист берёт эту кассету у управляющего, который по началу не припоминает такой кассеты в своей фильмотеке, а затем вспоминает, что нашёл её в одном из коттеджей. Асакава просматривает безымянную кассету, на которой запечатлены самые разные фрагменты: символы; извержение вулкана; две игральные кости; говорящая на старинном диалекте сморщенная старуха; плачущий новорождённый ребёнок; множество человеческих лиц, произносящих фразы «Лгун! Мошенник!»; мужчина посреди леса с кровоточащей раной в плече; а в самый последний момент — предупреждение о том, что просмотревший кассету умрёт ровно через неделю. «Магическая формула» спасения оказывается стёрта, вместо неё на кассете начинает проигрываться телереклама. Асакава, поняв, что заклинание кассеты подействовало на него, и теперь он умрёт через семь дней, немедленно приступает к собственному спасению.
Асакава делает копию кассеты и отдаёт её своему школьному другу Рюдзи Такаяме, который, несмотря на все предостережения Асакавы, тоже решает посмотреть кассету целиком. Вместе они пытаются выяснить, кто создал эту кассету. По случайности, кассету также посмотрели жена и дочь Асакавы, а значит будущих жертв становится ещё больше. Асакава и Такаяма узнают, что запись на кассете создана силой мысли девушки по имени Садако Ямамура, обладавшей вместе с матерью способностью воспроизводить на предметах представляемые изображения. Её мать покончила с собой, а Садако исчезла. Они приходят к выводу, что спасением от смерти является захоронение останков Садако Ямамуры. При помощи своего друга Ёсино, они получают дополнительную информацию о жизни девушки.
В какой-то момент все поиски заходят в тупик. Тогда Рюдзи понимает, что раз кассета оказалась в туркомплексе, значит когда-то там была и сама Садако. Они узнают, что раньше на этом месте была больница для больных туберкулёзом. Пара друзей находит врача, ранее работавшего в той больнице, которым оказывается тот самый мужчина с кровавой раной в плече, который был в записи на кассете. Помимо этого, врач был последним японцем, переболевшим оспой. Выясняется, что однажды этот врач встретил около больницы Садако Ямамуру и, в уединённом месте около старого каменного колодца, изнасиловал девушку. Узнав, что она являлась гермафродитом, врач в бешенстве задушил Садако и сбросил её труп в колодец, над которым в будущем построили коттедж Б-4, где четверо погибших и посмотрели кассету. 
Асакава и Такаяма отправляются обратно в коттедж и находят заброшенный колодец, в котором по очереди пытаются отыскать останки. Когда Асакава обнаруживает череп Садако, Рюдзи сообщает, что время, когда Асакава должен был умереть от проклятия, уже прошло, а значит «магическая формула» сработала и теперь все спасены. Асакава возвращает останки Садако её родным, чтобы предать её земле.
На следующий день, в положенное время, Такаяма внезапно погибает, перед смертью поняв, что действительно было спасением от проклятия. Труп Рюдзи находит его подружка Май Такано которая сообщает об этом Асакаве. Поняв, что оба друга ошиблись, и завтра его жена и дочь умрут, Асакава пытается понять — что он сделал такого, что разрушило проклятие, и чего при этом не сделал умерший Рюдзи. Вспомнив свою гипотезу о вирусе, как причине смерти, он с помощью явившегося ему во сне духа Такаямы узнает из энциклопедии, что основная цель вирусов — размножаться. Асакава сделал копию кассеты и показал её Такаяме, фактически «размножив» вирус, и этим спас себя. Асакава понимает, что если он спасёт своих родных, то поможет распространению вируса, который может погубить весь мир. Асакава выбирает семью и, взяв кассету, мчится на машине к своей семье.

## Центральные персонажи
- Кадзуюки Асакава — протагонист романа; журналист, ведущий расследование происшествий. Он и его семья посмотрели кассету, и Асакаве нужно за неделю найти формулу спасения.
- Рюдзи Такаяма — однокурсник Асакавы, также посмотревший кассету. Он ведёт себя как социопат и мечтает увидеть конец света.
- Ёсино — коллега Асакавы, не пожелавший смотреть кассету, но желающий помочь.
- Садако Ямамура — антагонист романа; изнасилованная и убитая девушка, создавшая убивающую запись.

## Основа
По признанию автора Кодзи Судзуки, его вдохновил на написание романа фильм «Полтергейст». Сюжет имеет много общего с легендой из японского фольклора Бантё Сараясики. Также в Звонке присутствуют элементы японских легенд, например, Ёцуя Кайдан, и истории о духах, таких как юрэи и онрё.

## Название
Значение названия точно разъясняется в романе: персонаж Рюдзи Такаяма, философ, выдвинул предположение, что все несчастья, которые происходят с ними в романе — это зло сжимает вокруг них свои кольца. Также о кольце говорится в последнем предложении книги:
- В зеркале заднего вида отражалось токийское небо. В нём зловеще, словно кольца вырвавшегося на волю свирепого апокалиптического змея, ворочались облака…
Кодзи Судзуки на вопрос о названии ответил:
- Когда я писал Ringu, я остановился на половине романа и понял, что ещё не придумал название. Когда я подумал что пришло время дать название, я взял англо-японский словарь, и мне на глаза попалось слово RING. У меня появилось ощущение, что это название было чем-то очень осмысленным. RING, как правило, используется в качестве существительного, не так ли? Но есть также глагол RING, означающий «позвонить» или «звонят», типа звона часов или телефонного звонка. Мне это понравилось. Итак, изначально я не использовал слово RING в значении «кольцо, окружность». Но когда я дал роману это название, много циркулярных вещей появилось в сюжете: спираль, двойная спираль ДНК, петля и так далее. Я думаю это хорошо, что я выбрал это название
В сиквеле «Спираль», рассказывалось, что вирус возникает после просмотра кассеты в форме кольца, сжимающегося в течение недели вокруг сердца, что и приводит к его смерти. Если сделать копию кассеты и показать кому-нибудь, кольцо распадается и носитель вируса спасён.

## Релиз
Роман был опубликован и вышел 20 июня 1991 года. Он был благосклонно встречен японскими критиками и обрёл популярность, хотя и не стал бестселлером, но есть и прямо противоречивые мнения.

## Продолжения
У «Звонка» вышло три продолжения: «Спираль» — продолжающий события «Звонка»; «Петля» — имеющую другой сюжет, но связанная некоторыми событиями предшественников: «Рождение» — состоящий из трёх рассказов, имеющих место в промежутках между событиями предшественников и завершающий тему проклятья.
Один из второстепенных персонажей романа Кодзи Судзуки «Прогулка богов» — Тэрутака Кагэяма, упоминался в «Звонке» — журналист Асакава написал о нём статью.

## Реальные факты
Хотя сюжет и является вымышленным, в романе присутствует в действительности существующие места, такие как остров Идзиосима и вулкан Михара.
Также следующие персонажи основаны или являются реальными людьми:
- Садако Ямамура — основана на Садако Такахаси. Она также обладала способностью воспроизводить на предметах мысль. О ней была написана книга «Clairvoyance and Thoughtography».
- Сидзуко Ямамура — основана на Тидзуко Мифунэ. История персонажа очень близка с её прототипом. После неудачной демонстрации сверхъестественных способностей, её обвинили в мошенничестве, и она покончила с собой, выпив яд, в 1911 году.[1]
- Хэйхатиро Икума — основан на Томокити Фукураи. Он представлял публике сверхъестественные способности Тидзуко Мифунэ, а после её смерти переключился на Садако Такахаси.
- Эн-но Одзуну — реальный человек, живший в 600-х годах. Основатель религии Сюгэндо. Его дух наделил Сидзуко её способностями, в результате этого он, предположительно, является настоящим отцом Садако.

## Русский перевод
Русский перевод романа опубликован в 2004 году петербургским издательством «Амфора» под двойным названием «Звонок (Кольцо)», чтобы сохранить узнаваемость для зрителей фильма. Перевод с японского выполнила Елена Байбикова.